# 汪泽楷
汪泽楷（1894年—1959年12月），笔名杜竹君。曾用名汪士楷、杜叔林。湖南醴陵人，中华人民共和国政治人物。

## 生平
汪泽楷幼年入塾读书，后入醴陵县渌江中学和湖南省立第一中学，1919年毕业。后到北京。同年12月，赴法勤工俭学，曾在蒙达尼橡胶厂等处做工，并学习法文，阅读马列主义书籍，1920年，加入工学世界社（由工学励进会改进）。次年冬，参加勤工俭学学生占领里昂中法大学的斗争。1922年，加入旅欧中国少年共产党（后改称中国社会主义青年团旅欧支部），与周恩来等四人同被选为第二届执行委员会委员。1923年，被派往莫斯科东方劳动者共产主义大学学习。次年转为中国共产党党员。回国后任中共安源地方执行委员会书记，1924年冬开始创建醴陵县党团组织，建立该县第一个中共支部，并负责醴陵县工会工作。
1925年6月，中共豫区执行委员会成立，汪泽楷任区委书记，并在国民革命军第二集团军（司令冯玉祥）政治部任组织处长。1926年，中共湖北省委成立，他任省委组织部部长。次年四月，参加中国共产党第五次全国代表大会。南昌起义时担任中共江西省委书记，参加南昌起义的领导工作。1928年六七月，出席在莫斯科召开的中国共产党第六次全国代表大会。因追随陈独秀，1929年11月15日，中央政治局会议通过决议，汪泽楷被开除党籍。1931年后，历任北平民国大学经济系主任、国民党第二预备师顾问、陆军军官学校第六分校教官。1949年，参加陈明仁部队起义。
中华人民共和国成立后，汪泽楷历任湖南大学图书馆馆长、武汉中南财经学院教授和综合资料室主任，担任湖南省第一届人大代表、省政协委员。1951年，加入中国国民党革命委员会。1958年，因历史反革命罪被捕，1959年，判处5年徒刑，同年12月，病逝于湖北潜江劳改农场。1979年，湖北省高级人民法院对汪泽楷案复查后撤消原判，中共湖北财经学院（今中南财经大学）临时党委为他恢复了政治名誉。汪泽楷翻译有《哲学的贫困》等著作。